# Aphelinoidea dolichoptera
Aphelinoidea dolichoptera är en stekelart som beskrevs av Novicky 1934. Aphelinoidea dolichoptera ingår i släktet Aphelinoidea och familjen hårstrimsteklar. Inga underarter finns listade i Catalogue of Life.